# Петбе
Петбе — бог помсти в давньоєгипетській міфології. Богу Петбе поклонялися в районі Ахмін, в центральній частині Єгипту. Його ім'я перекладається як «Небо — Ба», тобто «Душа неба» або «Настрій неба». Однак, цілком можливо, що бог Петбе має халдейське походження. Можливо, ім'я Петбе утворено з двох слів — Пет і Баал, що разом означає «пан неба». Баалу поклонялися робочі іммігранти, які прибули в Єгипет з Леванта. Ранні християни порівнювали Петбе з грецьким богом Кроносом.